# Asian Football Confederation
Die Asian Football Confederation (englisch für Asiatische Fußball-Konföderation), auch AFC, ist der asiatische Fußballverband. Er ist einer der sechs Kontinentalverbände des Weltfußballverbandes FIFA und umfasst insgesamt 47 nationale Verbände einzelner Länder und Gebiete. Seit 2006 gehört auch Australien der AFC an.
Gegründet wurde die AFC am 8. Mai 1954 in der philippinischen Hauptstadt Manila, als sich die Vertreter von zwölf asiatischen Fußballverbänden im Rahmen der Asienspiele 1954 trafen. Die Gründungsmitglieder der AFC waren Afghanistan, Burma, die Republik China (Taiwan), Hongkong, Indien, Indonesien, Japan, die Republik Korea, Pakistan, die Philippinen, Singapur und Südvietnam. Der erste Präsident des Verbandes wurde Man Kam-loh aus Hongkong, der Generalsekretär Lee Wai-thong war ebenfalls aus Hongkong, wo der Verband auch seinen ersten Sitz hatte. Die FIFA erkannte den Verband noch am 21. Juni desselben Jahres an.
Zwei Jahre nach der Gründung des Verbandes fand die erste Asienmeisterschaft in Hongkong statt.

## Mitgliedsverbände
Der AFC gehören derzeit 47 Landesverbände an.
| Zone / Land                  | Regionalverband                                       |
| Westasien                    | WAFF (West Asian Football Federation)                 |
| ---------------------------- | ----------------------------------------------------- |
| Bahrain                      | Bahrain Football Association *                        |
| Irak                         | Iraqi Football Association *                          |
| Jemen                        | Yemen Football Association *                          |
| Jordanien                    | Jordan Football Association *                         |
| Katar                        | Qatar Football Association *                          |
| Kuwait                       | Kuwait Football Association *                         |
| Libanon                      | Fédération Libanaise de Football Association *        |
| Oman                         | Oman Football Association *                           |
| Palästina                    | Palestinian Football Association *                    |
| Saudi-Arabien                | Saudi Arabian Football Federation *                   |
| Syrien                       | Syrischer Arabischer Fußballverband *                 |
| Vereinigte Arabische Emirate | United Arab Emirates Football Association *           |
| Zentralasien                 | CAFA (Central Asian Football Association)             |
| Afghanistan                  | Afghanistan Football Federation                       |
| Iran                         | Football Federation Islamic Republic of Iran          |
| Kirgisistan                  | Football Federation of Kyrgyz Republic                |
| Tadschikistan                | Tajikistan Football Federation                        |
| Turkmenistan                 | Türkmenistanyň Futbol Federasiýasy                    |
| Usbekistan                   | Oʻzbekiston Futbol Federatsiyasi                      |
| Südasien                     | SAFF (South Asian Football Federation)                |
| Bangladesch                  | Bangladesh Football Federation                        |
| Bhutan                       | Bhutan Football Federation                            |
| Indien                       | All India Football Federation                         |
| Malediven                    | Football Association of Maldives                      |
| Nepal                        | All Nepal Football Association                        |
| Pakistan                     | Pakistan Football Federation                          |
| Sri Lanka                    | Football Federation of Sri Lanka                      |
| Ostasien                     | EAFF (East Asian Football Federation)                 |
| China                        | Chinese Football Association                          |
| Chinesisch Taipeh (Taiwan)   | Chinese Taipei Football Association                   |
| Guam                         | Guam Football Association                             |
| Hongkong                     | The Hong Kong Football Association                    |
| Japan                        | Japan Football Association                            |
| Macau                        | Associação de Futebol de Macau                        |
| Mongolei                     | Mongolian Football Federation                         |
| Nordkorea                    | Fußballverband der Demokratischen Volksrepublik Korea |
| Nördliche Marianen **        | Northern Mariana Islands Football Association         |
| Südkorea                     | Korea Football Association                            |
| Südostasien                  | AFF (ASEAN Football Federation)                       |
| Australien                   | Football Australia                                    |
| Brunei                       | National Football Association of Brunei Darussalam    |
| Indonesien                   | Football Association of Indonesia                     |
| Kambodscha                   | Football Federation of Cambodia                       |
| Laos                         | Fédération Lao de Football                            |
| Malaysia                     | Football Association of Malaysia                      |
| Myanmar                      | Myanmar Football Federation                           |
| Osttimor                     | Federação Futebol Timor-Leste                         |
| Philippinen                  | Philippine Football Federation                        |
| Singapur                     | Football Association of Singapore                     |
| Thailand                     | Football Association of Thailand                      |
| Vietnam                      | Vietnam Football Federation                           |

* Auch Mitglieder der Union of Arab Football Associations.

** Kein Mitglied der FIFA, jedoch Vollmitglied der AFC.
Israel trat 1956 dem AFC bei, wurde aber 1974 ausgeschlossen. 1991 wurde Israel, nachdem es zeitweise Qualifikationsspiele in der Ozeanien-Gruppe austrug, von der UEFA als Vollmitglied aufgenommen. Kasachstan schloss sich 2002 der UEFA an.

## WM-Teilnehmer

### Männer
- 1930 – Keiner
- 1934 – Keiner
- 1938 – Niederländisch-Ostindien (heutiges Indonesien)1
- 1950 – Keiner (Indien zog sich nach der Qualifikation zurück)
- 1954 – Südkorea
- 1958 – Keiner
- 1962 – Keiner
- 1966 – Nordkorea2
- 1970 – Israel (Israel verließ den AFC und wurde 1991 Mitglied der UEFA)
- 1974 – Keiner
- 1978 – Iran
- 1982 – Kuwait
- 1986 – Südkorea, Irak
- 1990 – Südkorea, Vereinigte Arabische Emirate
- 1994 – Südkorea, Saudi-Arabien1
- 1998 – Südkorea, Saudi-Arabien, Japan, Iran
- 2002 – Südkorea3,6, Saudi-Arabien, Japan1,6, VR China
- 2006 – Südkorea, Saudi-Arabien, Japan, Iran (Australien war zum Zeitpunkt der Qualifikation für die WM 1974 sowie 2006 noch OFC-Mitglied)
- 2010 – Südkorea1, Nordkorea, Japan1, Australien
- 2014 – Südkorea, Japan, Australien, Iran
- 2018 – Saudi-Arabien, Südkorea, Japan1, Australien, Iran
- 2022 – Katar6, Saudi-Arabien, Südkorea1, Japan1, Iran, Australien1
- 2026 – Iran, Usbekistan, Jordanien, Südkorea, Japan, Australien

### Frauen
- 1991 – China2,6, Japan, Taiwan2
- 1995 – China3, Japan2
- 1999 – China4, Japan, Nordkorea
- 2003 – China2, Japan, Nordkorea, Südkorea
- 2007 – China2,6, Japan, Nordkorea2, Australien2
- 2011 – Japan5, Nordkorea, Australien2
- 2015 – China2, Japan4, Südkorea1, Australien2, Thailand
- 2019 – China1, Japan1, Südkorea, Australien1, Thailand
- 2023 – Australien3,6, China, Japan2, Philippinen, Südkorea, Vietnam

1 Achtelfinale

2 Viertelfinale

3 Halbfinale

4 Finale

5 Sieger

6 (Co-)Gastgeber

## Wettbewerbe
Die AFC ist Ausrichter zahlreicher Wettbewerbe, an denen die Nationalmannschaften oder Vereinsmannschaften ihrer Mitgliedsverbände teilnehmen.
Die Wettbewerbe im Einzelnen:

### Nationalmannschaften
- Fußball-Asienmeisterschaft
- Fußball-Asienmeisterschaft der Frauen
- AFC Solidarity Cup
- AFC Challenge Cup (eingestellt)
- U-23-Fußball-Asienmeisterschaft
- U-20-Fußball-Asienmeisterschaft
- U-17-Fußball-Asienmeisterschaft
- U-20-Fußball-Asienmeisterschaft der Frauen
- U-17-Fußball-Asienmeisterschaft der Frauen
- Futsal-Asienmeisterschaft
- Beachsoccer-Asienmeisterschaft

Hinzu kommt die Qualifikation für die Fußball-Weltmeisterschaft.

### Vereinsmannschaften
- AFC Champions League Elite
- AFC Champions League Two
- AFC Challenge League
- AFC Futsal Club Championship
- AFC Women’s Champions League

### Regionale Wettbewerbe
Folgende Wettbewerbe werden von den regionalen Verbänden organisiert:
- ASEAN Football Championship
- EAFF Championship
- South Asian Football Federation Cup (SAFF)
- WAFF Championship, Golfpokal

## Staaten in fremden Kontinentalverbänden
Einige Staaten, die ganz oder mehrheitlich in Asien liegen, sind Mitglied in anderen Verbänden.
Israel, Kasachstan, Russland, die Republik Zypern, die Türkei, Armenien, Aserbaidschan und Georgien sind Mitglieder der UEFA.
Indonesien, das teilweise auf dem australischen Kontinent liegt, war Gründungsmitglied der AFC. 2006 trat Australien, bis dahin Mitglied des Ozeanischen Verbandes OFC, der AFC bei, um die Chance auf einen WM-Startplatz zu erhöhen. In der ozeanischen Qualifikation war zwar die Konkurrenz schwächer, der Sieger der Ozeanien-Qualifikation musste jedoch in der Relegation gegen einen Vertreter eines anderen Kontinentalverbandes (1966 bis 1982, 1998 und 2010 Asien; 1986 Europa; 1990, 2002 und 2006 Südamerika; 2014 Nordamerika) antreten – bei der WM 1994 sogar gegen zwei Vertreter (zuerst Nordamerika, dann Südamerika).